# 阿不都热合曼·亚生
阿不都热合曼·亚生（1957年—），新疆吐鲁番人，维吾尔族，中华人民共和国政治人物、第十一届全国人民代表大会新疆地区代表。
毕业于新疆广播电视大学吐鲁番分校园艺专业，是中共党员。担任新疆维吾尔自治区吐鲁番市亚尔乡亚尔百西村党支部书记。2008年起担任全国人大代表。